# Иудейские древности
«Иуде́йские дре́вности» (др.-греч. Ἰουδαϊκὴ ἀρχαιολογία, лат. Antiquitates Iudaicæ) — второе крупное произведение Иосифа Флавия. Написано в I веке, на греческом языке (языке «международного общения» эллинистического мира Средиземноморья). Состоит из 20 книг и является вольным, светским пересказом еврейской истории, изложенной в книгах Ветхого Завета, а также последующих событий, вплоть до начала иудейской войны 66—71 годов, в которой автор участвовал лично, и которой посвящено его одноимённое произведение.

## Содержание
Иосиф Флавий пересказывал Библию, а также использовал большое количество источников, многие из которых не сохранились. Он приводит множество текстов указов правителей, цитирует договоры между государствами. При этом Флавий опускает или подает иначе все то, что представляет евреев в невыгодном свете.
В сочинении содержится много ценного, порой уникального, исторического материала по истории эллинистических государств, Парфии, Армении, Набатейского царства, Древнего Рима.
В 18-й книге содержится следующий фрагмент: Около этого времени жил Иисус, человек мудрый, если Его вообще можно назвать человеком. Он совершил изумительные деяния и стал наставником тех людей, которые охотно воспринимали истину. Он привлек к себе многих иудеев и эллинов. То был Христос. По настоянию наших влиятельных лиц Пилат приговорил Его к кресту. Но те, кто раньше любили Его, не прекращали этого и теперь. На третий день Он вновь явился им живой, как возвестили о Нем и о многих других Его чудесах боговдохновенные пророки. Поныне еще существуют так называемые христиане, именующие себя таким образом по Его имени. Это место, получившее наименование Testimonium Flavianum (Флавиево свидетельство), вызвало бурные споры относительно своей подлинности. Скептики приводили утверждение видного христианского автора III века Оригена о том, что Иосиф Флавий не считал Иисуса Христом. Первоначально спорили о том, принадлежит ли этот текст самому Иосифу или является поздней интерполяцией, а в XX веке его стали рассматривать как редакцию первоначального текста и обсуждать различные варианты его реконструкции с привлечением неизвестных ранее переводов его на древние языки(см. также Историчность Иисуса Христа#Литературные источники.

## Судьба текста
Произведения Иосифа Флавия были популярны уже в период поздней Античности. Тогда же появился и латинский перевод «Иудейских древностей». В средневековой Европе сочинение многократно переписывалось, в основном, в латинском переводе. Первое печатное издание «Древностей» появилось в 1544 году на греческом языке.

## Переводы
Русские переводы:
- Иосиф Флавий. Древности иудейские. / Пер. с лат. М. Самуйлова[3]. Ч. 1-3. СПб., 1779—1783. (переиздания)
- Иосиф Флавий. Иудейские древности. / Пер. Г. Г. Генкеля. СПб., 1900. В 2 т. Т. 1. 717 стр. Т. 2. 420 стр.
  - переизд.: с пред. и прим. В. А. Федосика и Г. И. Довгяло. Минск, Беларусь. 1994. Т. 1. 560 стр. Т. 2. 608 стр.

## Источник
- Иосиф Флавий. «Иудейские древности» / пер. Г. Генкеля. — 1900.